# Línea 522 (Interurbanos Madrid)
La línea 522 de la red de autobuses interurbanos de Madrid comunica la localidad de Móstoles con el centro de Madrid (Príncipe Pío) pasando por las pistas de la DGT.

## Características
En Móstoles da servicio la zona de exámenes de la DGT, a la Universidad Rey Juan Carlos y al barrio de El Soto, situado al suroeste del municipio.
Está operada por Arriva Madrid mediante la concesión administrativa VCM-501 - Madrid – Batres (Viajeros Comunidad de Madrid) del Consorcio Regional de Transportes de Madrid.
Desde el miércoles 15 de enero de 2025, la línea se vio modificada como consecuencia del soterramiento del Paseo de Extremadura, acortando su recorrido hasta Cuatro Vientos, donde los autobuses del corredor 5 tendrán su cabecera provisional mientras duren las obras.

### Frecuencias
| Lunes a viernes laborables lectivos (1 sept. - 31 julio)    |
| A 6:20                                                      |
| De 6:40 a 24:00 entre 8-10 minutos                          |
| A 0:15 - 0:30 - 0:45 - 1:00                                 |
| Lunes a viernes laborables no lectivos (1 sept. - 31 julio) |
| De 6:10 a 24:00 entre 10-20 minutos                         |
| A 0:30 - 1:00                                               |
| Lunes a viernes laborables (Agosto)                         |
| De 6:20 a 23:50 entre 12-20 min                             |
| A 0:10 - 0:20 - 0:40                                        |
| Sábados laborables (1 sept. - 15 julio)                     |
| De 6:05 a 8:30 cada 20 minutos                              |
| De 8:30 a 24:00 cada 15 minutos                             |
| A 0:15 - 0:30 - 0:45                                        |
| Sábados laborables (16 julio - 31 agosto)                   |
| De 6:50 a 23:10 cada 20 minutos                             |
| A 23:40 - 0:10 - 0:40                                       |
| Domingos y festivos (1 sept. - 31 julio)                    |
| De 6:50 a 23:10 cada 20 minutos                             |
| A 23:40 - 0:10 - 0:40                                       |
| Domingos y festivos (Agosto)                                |
| De 6:50 a 22:40 cada 25 minutos                             |
| A 23:10 - 23:40 - 0:10 - 0:40                               |

| Lunes a viernes laborables lectivos (1 sept. - 31 julio)    |
| A 5:30                                                      |
| De 5:45 a 23:15 entre 8-10 minutos                          |
| A 23:30 - 23:45 - 24:00 - 0:15                              |
| Lunes a viernes laborables no lectivos (1 sept. - 31 julio) |
| De 5:30 a 23:00 entre 10-20 minutos                         |
| A 23:45 - 0:15                                              |
| Lunes a viernes laborables (Agosto)                         |
| De 5:30 a 22:50 entre 12-20 min                             |
| A 23:20 - 23:40 - 24:00                                     |
| Sábados laborables (1 sept. - 15 julio)                     |
| De 6:00 a 7:00 cada 20 minutos                              |
| De 7:00 a 23:00 cada 15 minutos                             |
| A 23:15 - 23:45 - 0:00                                      |
| Sábados laborables (16 julio - 31 agosto)                   |
| De 6:00 a 22:20 cada 20 minutos                             |
| A 22:45 - 23:15 - 23:45                                     |
| Domingos y festivos (1 sept. - 31 julio)                    |
| De 6:00 a 22:20 cada 20 minutos                             |
| A 22:45 - 23:15 - 23:45                                     |
| Domingos y festivos (Agosto)                                |
| De 6:00 a 22:15 cada 25 minutos                             |
| A 22:45 - 23:15 - 23:45                                     |

1. ↑  Consorcio Regional de Transportes de Madrid. «Alternativas de transporte público durante las obras de soterramiento de la A-5». Consultado el 12 de enero de 2025.
2. 1 2 3 4 5 6 7 8 9 10 11 12 13 14 15 16 17 18  Salen de la glorieta de San Vicente.
3. 1 2 3 4 5 6 7 8 9 10 11 12 13 14 15 16 17 18  Llegan a la glorieta de San Vicente.

## Recorrido y paradas
NOTA: Debido a las obras de soterramiento de la autovía A-5, las paradas sombreadas en rojo se encuentran fuera de servicio, desde el 15 de enero de 2025 hasta fin de obras.

### Sentido Móstoles
| Código                                                     | Parada                                      | Común con                                                                                         | Conexiones con Metro y Cercanías | Municipio | Zona |
| ---------------------------------------------------------- | ------------------------------------------- | ------------------------------------------------------------------------------------------------- | -------------------------------- | --------- | ---- |
| 17051                                                      | Intercambiador de Príncipe Pío (dársena 11) |                                                                                                   | Príncipe Pío                     | Madrid    |      |
| Cabecera de las expediciones que salen desde la superficie |                                             |                                                                                                   |                                  |           |      |
| 8372                                                       | Glorieta San Vicente                        | 512 523 N501 N502 N503                                                                            | Príncipe Pío                     | Madrid    |      |
| Paradas del itinerario normal                              |                                             |                                                                                                   |                                  |           |      |
| 881                                                        | Paseo de Extremadura-El Greco               | 36 39 65 511 512 513 514 516 518 521 523 524 525 528 534 538 539 541 545 546 547 548 551 581      |                                  | Madrid    |      |
| 892                                                        | Campamento                                  | 36 39 495 511 512 513 514 516 518 521 523 524 525 528 534 538 539 541 545 546 547 548 551 573 581 | Campamento                       | Madrid    |      |
| 50049                                                      | P.º Extremadura - Cuatro Vientos            | 495 511 512 513 514 516 517 518 521 523 524 525 528 534 538 539 551 560 581                       | Cuatro Vientos                   | Madrid    |      |
| 08376                                                      | Ctra. A-5 - Museo del Aire y del Espacio    | 511 512 513 514 516 517 518 521 523 524 525 528 534 538 539 560                                   |                                  | Madrid    |      |
| 08982                                                      | Av. Cosme Gª Saenz - Centro Exámenes DGT    | 523                                                                                               |                                  | Móstoles  |      |
| 08742                                                      | Tulipán - Gta. Los Jazmines                 | 529 529A 531 531A 4                                                                               |                                  | Móstoles  |      |
| 15778                                                      | Dalia - Violeta                             | 529H                                                                                              |                                  | Móstoles  |      |
| 08815                                                      | Violeta - Colegio                           | 529H                                                                                              |                                  | Móstoles  |      |
| 09909                                                      | Pintor Sorolla - Parque Andalucía           | 526                                                                                               |                                  | Móstoles  |      |
| 08825                                                      | Pintor Velázquez - Club Deportivo           |                                                                                                   |                                  | Móstoles  |      |
| 08827                                                      | Pintor Velázquez - Colegio                  |                                                                                                   |                                  | Móstoles  |      |
| 08631                                                      | Gran Capitán - Salvador Dalí                | 526                                                                                               |                                  | Móstoles  |      |
| 09415                                                      | Gta. Oeste - Est. Univ. Rey Juan Carlos     | 519A 526 541 545 546 547 548 6                                                                    | Universidad Rey Juan Carlos      | Móstoles  |      |
| 20503                                                      | Pintor Velázquez - Magallanes               |                                                                                                   |                                  | Móstoles  |      |
| 11359                                                      | Av. Abogados Atocha - Est. Móstoles El Soto | 498 541 545 546 547 548 6                                                                         | Móstoles-El Soto                 | Móstoles  |      |
| 12452                                                      | Pintor Velázquez - Av. Olímpica             | 524 3 6                                                                                           |                                  | Móstoles  |      |
| 11361                                                      | Pintor Velázquez - Parque de El Soto        | 3 6                                                                                               |                                  | Móstoles  |      |
| 08619                                                      | Pintor Velázquez - Av. Iker Casillas        | 524 526 3 5                                                                                       |                                  | Móstoles  |      |
| 08617                                                      | Pintor Velázquez - Larra                    | 524 526 3 5                                                                                       |                                  | Móstoles  |      |
| 09703                                                      | Pintor Velázquez - Colegio                  | 526 3 5                                                                                           |                                  | Móstoles  |      |
| 18532                                                      | Av. Portugal - Río Duero                    | 498 498A 499 519 524 526 529 529A 529H 531 531A 5                                                 |                                  | Móstoles  |      |

### Sentido Madrid
| Código                                                     | Parada                                      | Común con                                                                                  | Conexiones con Metro y Cercanías | Municipio | Zona |
| ---------------------------------------------------------- | ------------------------------------------- | ------------------------------------------------------------------------------------------ | -------------------------------- | --------- | ---- |
| 18532                                                      | Av. Portugal - Río Duero                    | 498 498A 499 519 524 526 529 529A 529H 531 531A 5                                          |                                  | Móstoles  |      |
| 08630                                                      | Pintor Velázquez - Colegio                  | 526 3 5                                                                                    |                                  | Móstoles  |      |
| 08618                                                      | Pintor Velázquez - Larra                    | 524 526 3 5                                                                                |                                  | Móstoles  |      |
| 08625                                                      | Pintor Velázquez - Av. Iker Casillas        | 524 526 3 5                                                                                |                                  | Móstoles  |      |
| 11362                                                      | Pintor Velázquez - Parque de El Soto        | 3 6                                                                                        |                                  | Móstoles  |      |
| 12451                                                      | Pintor Velázquez - Granada                  | 524 3 6                                                                                    |                                  | Móstoles  |      |
| 11360                                                      | Av. Abogados Atocha - Est. Móstoles El Soto | 498 541 545 546 547 548 6                                                                  | Móstoles-El Soto                 | Móstoles  |      |
| 20504                                                      | Martina Castells - Pintor Velázquez         |                                                                                            |                                  | Móstoles  |      |
| 11358                                                      | Gran Capitán - Est. Univ. Rey Juan Carlos   |                                                                                            | Universidad Rey Juan Carlos      | Móstoles  |      |
| 08636                                                      | Gran Capitán - Salvador Dalí                | 526                                                                                        |                                  | Móstoles  |      |
| 08834                                                      | Pintor Velázquez - Protección Civil         |                                                                                            |                                  | Móstoles  |      |
| 08826                                                      | Pintor Velázquez - Club Deportivo           |                                                                                            |                                  | Móstoles  |      |
| 09910                                                      | Pintor Sorolla - Salzillo                   | 526                                                                                        |                                  | Móstoles  |      |
| 08814                                                      | Violeta - Caléndula                         | 529H                                                                                       |                                  | Móstoles  |      |
| 18851                                                      | Orquídea - Hospital Rey Juan Carlos         | 529H                                                                                       |                                  | Móstoles  |      |
| 08763                                                      | Tulipán - Gta. Los Jazmines                 |                                                                                            |                                  | Móstoles  |      |
| 08377                                                      | Ctra. A-5 - Museo del Aire y del Espacio    | 511 512 513 514 516 517 518 521 523 524 525 528 534 538 539 560                            |                                  | Madrid    |      |
| 08464                                                      | P.º Extremadura - Cuatro Vientos            | 495 511 512 513 514 516 517 518 521 523 524 525 528 534 538 539 551 560 581                | Cuatro Vientos                   | Madrid    |      |
| 893                                                        | Campamento                                  | 39 495 511 512 513 514 516 518 521 523 524 525 528 534 538 539 541 545 546 547 548 551 581 | Campamento                       | Madrid    |      |
| 885                                                        | Surbatán                                    | 36 39 511 512 513 514 516 518 521 523 524 525 528 534 538 539 541 545 546 547 548 551 581  |                                  | Madrid    |      |
| Terminal de las expediciones que terminan en la superficie |                                             |                                                                                            |                                  |           |      |
| 8372                                                       | Glorieta San Vicente                        | 512 523 N501 N502 N503                                                                     | Príncipe Pío                     | Madrid    |      |
| Terminal del itinerario normal                             |                                             |                                                                                            |                                  |           |      |
| 17051                                                      | Intercambiador de Príncipe Pío (dársena 11) |                                                                                            | Príncipe Pío                     | Madrid    |      |